# Comté de Jefferson (Iowa)
Pour les articles homonymes, voir Comté de Jefferson.
Le comté de Jefferson est un comté de l'État de l'Iowa, aux États-Unis.